# Tirotejos de Huế Phật Đản
Els tirotejos de Huế Phật Đản van causar la mort de nou civils budistes desarmats el 8 de maig de 1963 a la ciutat de Huế (Vietnam del Sud) a mans de l'exèrcit i les forces de seguretat del govern de Ngô Đình Diệm. L'exèrcit i la policia van disparar les seves armes i van llançar granades de mà contra una multitud de budistes que havien estat protestant contra la prohibició del govern d'hissar la bandera budista el dia de Phật Đản, que commemora el naixement de Siddharta Gautama.
La negació de responsabilitat per part del govern de Diệm, qui va insistir a culpar el Viet Cong, va provocar un descontentament creixent entre la majoria budista del país. L'incident va originar un moviment de protesta per part dels budistes vietnamites contra la discriminació religiosa del règim de Diệm) d'orientació predominantment catòlica romana conegut com la «crisi budista», que va conduir a una desobediència civil generalitzada a gran escala entre els vietnamites del sud. L'1 de novembre de 1963, després de sis mesos de tensió i una oposició cada vegada major al règim, els generals de l'exèrcit de la República del Vietnam van dur a terme un cop d'estat que va resultar en l'enderrocament el règim i l'assassinat de Ngô Đình Diệm.

## Antecedents
En un país, el Vietnam, on les enquestes sobre la composició religiosa de la població estimaven que la majoria budista en formava entre el 70 i el 90 per cent, les polítiques del president Ngô Đình Diệm van generar protestes a causa seu biaix religiós. Membre de la minoria catòlica vietnamita, és àmpliament acceptat pels historiadors que Diệm va exercir polítiques procatòliques que van irritar molts budistes. Específicament, el govern no era imparcial pel que fa als ascensos militars i al servei públic, que afavorien els catòlics, així com pel que fa a l'assignació de terres, favors de negocis i avantatges fiscals. Fins i tot, una vegada Diệm va dir a un oficial d'alt rang, oblidant que era budista: «posa els teus oficials catòlics a llocs sensibles. Poden ser de confiança». Molts oficials de les Forces Armades de la República del Vietnam es van convertir al catolicisme sota la creença que el seu futur militar en depenia.
A més a més, la distribució d'armes de foc a les milícies de defensa camperoles que tenien per objectiu repel·lir les guerrilles del Việt Cộng es va limitar als catòlics; a part, els budistes a l'exèrcit no podien obtenir ascensos mentre es neguessin a convertir-se al catolicisme. Alguns sacerdots catòlics van dirigir els seus propis exèrcits privats i, en algunes zones, van tenir lloc conversions forçoses, saquejos, bombardejos i demolicions de pagodes. Alguns pobles budistes es van convertir en massa al catolicisme per poder rebre ajut i evitar ser obligats a reubicar-se pel règim de Diệm. L'Església Catòlica va ser el més gran terratinent del país, i la «privacitat» imposada sobre el budisme pels francesos –que obligava als practicants a obtenir un permís oficial per realitzar activitats públiques budistes– no va ser derogada per Diệm. Les terres posseïdes per l'Església Catòlica van romandre exemptes de la reforma agrària, mentre que el budisme va ser designat com una «associació» per així impedir-li l'adquisició de terres on poguessin construir pagodes.
Els catòlics també van estar exempts de facto de les corvees, és a dir, el treball obligatori imposat pel govern a tots els ciutadans; l'ajut que el govern rebia dels Estats Units va ser distribuït de forma desproporcionada a favor dels poblats catòlics. Sota el règim de Diệm, l'Església Catòlica va gaudir d'exempcions especials per a l'adquisició de propietats i, el 1959, Diệm va dedicar el país a la Verge Maria. La bandera de la Ciutat del Vaticà fou hissada regularment en esdeveniments públics importants del Vietnam del Sud.

Bandera budista

Una llei rarament aplicada de 1958, coneguda com el Decret núm. 10, va ser invocada el 7 de maig de 1963 amb l'objectiu de prohibir el desplegament de banderes religioses. Aquesta norma pretenia evitar la hissada de banderes budistes al Vesak el dia que se celebra el naixement de Siddharta Gautama. L'oficial catòlic que va invocar aquesta llei va ser el comandant de la guarnició de Huế, el major Đặng Sỹ, qui estava encarregat de mantenir la seguretat pública. L'aplicació de la llei va donar peu a la indignació entre els budistes durant la vigília de la festivitat religiosa més important de l'any, la qual resultà agreujada perquè una setmana abans s'havia permès que els catòlics despleguessin banderes del Vaticà per celebrar el 25è aniversari del nomenament del germà de Diệm, Thục, com a arquebisbe. Les celebracions havien estat finançades pel règim de Diệm mitjançant un comitè nacional que va demanar a la població diners per al jubileu de Thục. Els budistes es van queixar d'haver estat forçats a cedir un mes de salari per a la celebració. Per fer complir aquesta llei, les autoritats van destruir milers de banderes budistes que s'havien desplegat a les llars i pagodes en preparació per al Vesak. L'ordre d'execució de la llei va ser atribuïda a l'arquebisbe Thục. Malgrat les protestes del representant de Saigon a les províncies centrals, la llei va ser promulgada després de consultar-ho a Saigon. Les petites poblacions de la regió central s'havien convertit en massa al catolicisme, i els sacerdots tenien accés especial a les instal·lacions i fons governamentals.

## Protestes i tirotejos

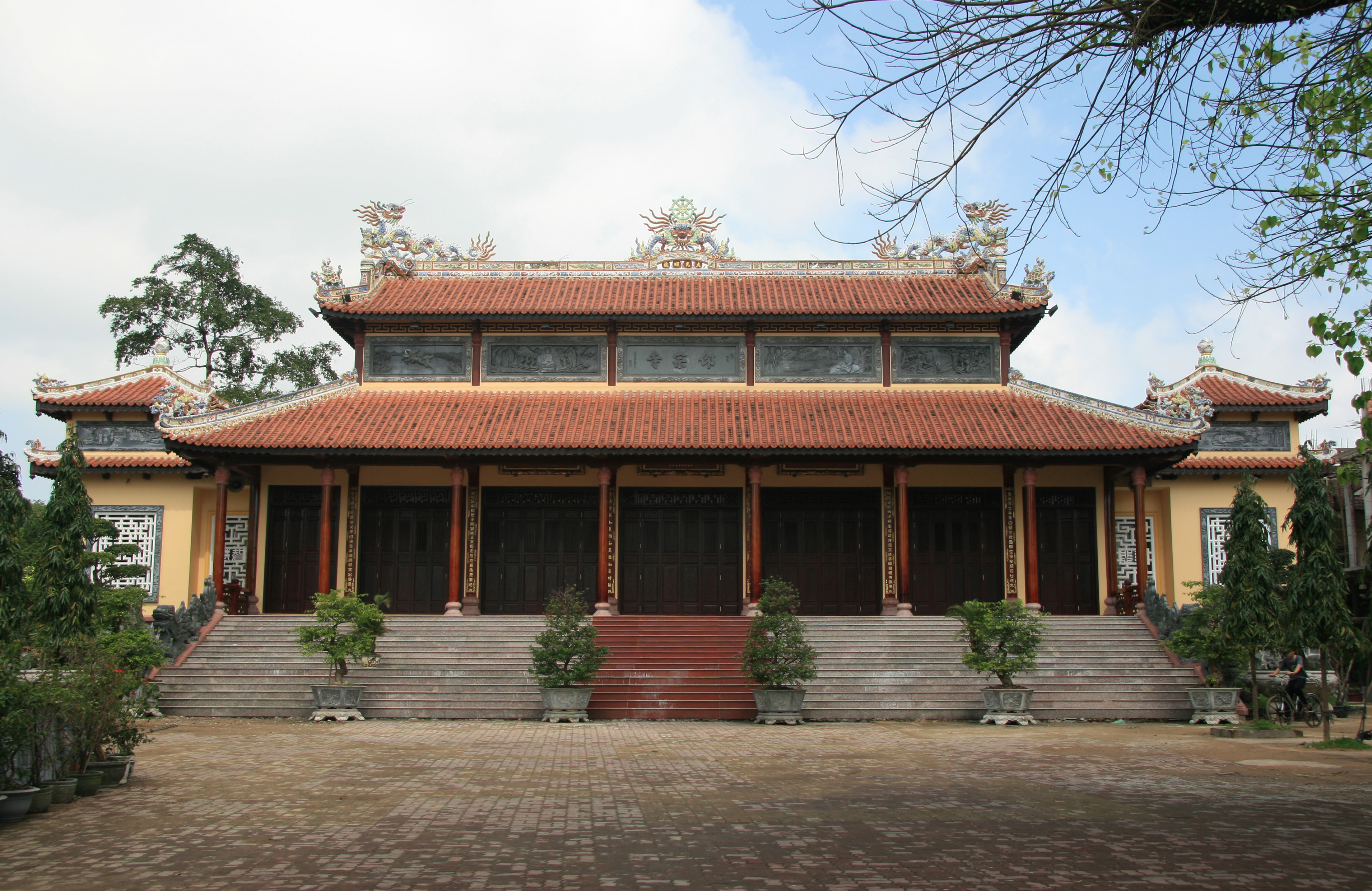
La pagoda Từ Đàm, punt de partida de la marxa budista de protesta del 8 de maig de 1963, que va acabar quan les forces del govern van obrir foc.

A Phật Đản, milers de persones van desafiar la prohibició d'hissar banderes budistes: més de cinc-centes van marxar al llarg del riu dels Perfums, mostrant cartells i pancartes, i es van congregar a la pagoda Từ Đàm, abans que una manifestació d'unes altres tres mil que demanaven la igualtat religiosa tingués lloc en el centre de la ciutat mentre els oficials de seguretat del govern envoltaven la zona amb vehicles blindats i guàrdies civils. Els cartells dels protestants estaven escrits tant en vietnamita com en anglès per transmetre el missatge als observadors occidentals. Malgrat la prohibició de banderes religioses, les banderes del Vaticà hissades per a la celebració catòlica mai no van ser retirades.
El monjo budista líder del moviment, Thích Quảng Đức, es va dirigir a la multitud i la va exhortar a aixecar-se contra la discriminació catòlica del budisme. Va fer una crida als seguidors d'aquesta religió a congregar-se durant la tarda als afores de l'emissora de ràdio governamental per a un míting. La tensió va créixer al llarg del dia quan els manifestants van cantar i van desplegar consignes antigovernamentals mentre la multitud congregada augmentava. Esperaven escoltar un altre discurs de Thích Quảng Đức, però la transmissió radiofònica prevista va ser censurada pel govern. Les Forces Armades del país van ser convocades per dispersar a la multitud descontenta; després de dues explosions la multitud va pensar que les tropes havien recorregut a l'ús de bombes. El major Sy va disparar enlaire i els seus homes van respondre llançant granades a la multitud al mateix temps que utilitzaven mànegues antiincendis per tal de dispersar als manifestants. Les tropes van disparar directament contra la multitud, acció que va concloure amb el resultat amb nou morts i quatre ferits de gravetat. Dos dels morts, nens, van ser aixafats pels vehicles blindats. Alguns van resultar mutilats i decapitats.

## Reacció governamental

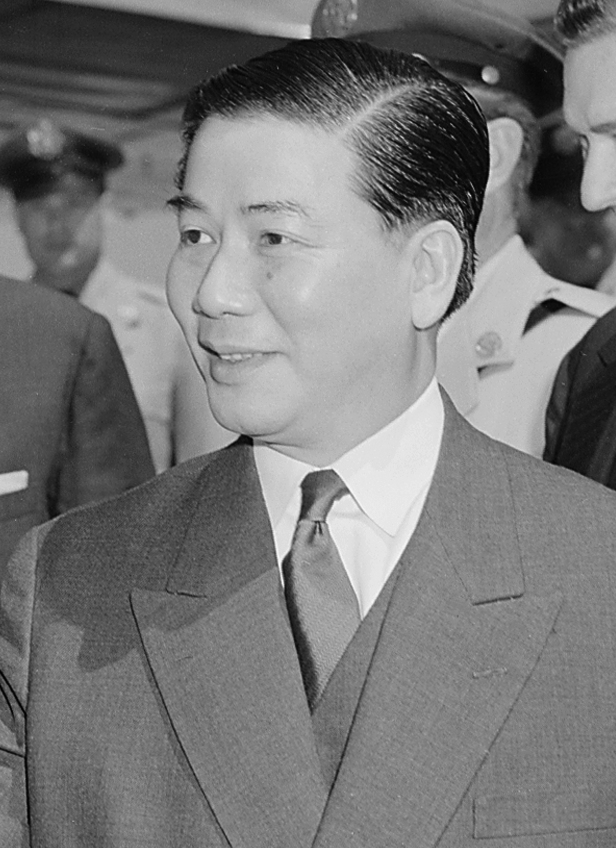
Ngô Đình Diệm (maig de 1957)

Diệm i el seu govern van al·legar que el Việt Cộng havia ocasionat l'incident en fer esclatar l'explosió inicial, la qual va provocar una estampida. En un principi, Diệm es va negar a prendre mesures disciplinàries contres les autoritats locals, argumentanat que aquestes havien actuat correctament. El govern defensava que només s'havien utilitzat granades de percussió i no pas granades de fragmentació letals. La força de l'explosió va crear dubtes sobre si el Việt Cộng hauria tingut accés a explosius suficientment poderosos. Una altra teoria popular de l'època era que un agent de la CIA havia dut a terme les explosions amb l'objectiu de fomentar la tensió sectària i desestabilitzar el règim de Diệm. Els testimonis presencials mai van estar d'acord amb la versió oficial dels esdeveniments: citaven vídeos d'aficionats que mostraven a les tropes governamentals disparant contra la multitud. Un metge local va concloure que no existia evidència de lesions mortals infligides pels suposats explosius plàstics del Việt Cộng; com a conseqüència d'aquestes declaracions, va ser empresonat.
Diệm mai va deixar d'estar convençut de la veracitat del seu relat de l'incident i va ordenar que els cossos de les víctimes fossin enterrats sense dur a terme cap autòpsia. Thích Quảng Đức va passar tota la nit pels carrers de Huế amb un altaveu, acusant al govern de disparar contra els manifestants. L'ambaixador dels Estats Units Frederick Nolting va intentar repartir la responsabilitat i va declarar que totes les parts eren responsables: els manifestants per tractar de capturar l'emissora de ràdio; el govern per desplegar l'exèrcit que, més tard, va obrir foc; i els «agitadors» per llançar els explosius. Més tard, després que el govern ignorés aquesta versió i es negués a assenyalar responsabilitats, Nolting va anomenar aquestes accions «objectives, precises i justes».

## Reacció i protestes budistes
A les 11 del matí del 9 de maig, Dang Sy va anunciar a prop de vuit-cents joves manifestants budistes que els «opositors agitadors» havien forçat les tropes a prendre mesures severes per mantenir l'ordre enfront de l'agitació del Việt Cộng. Els protestants van mostrar la seva ira davant una explicació tan improbable duent a terme una manifestació prop del barri antic de Huế, cantant consignes anticatòliques i en contra de Diệm. La contramanifestació organitzada pel govern per condemnar l'«acte terrorista del Việt Cộng», liderada pel germà de Diệm i també polític Ngô Ðình Nhu, gairebé no va tenir seguiment.
Thích Quảng Đức, que havia viatjat per tot el país protestant contra la desigualtat religiosa i la prohibició de les banderes, va començar a reunir budistes al centre del Vietnam: els va convocar per assistir a un funeral públic massiu per les víctimes de Huế, previst pel 10 de maig. Un espectacle tan carregat d'emoció previsiblement hauria atret milers d'espectadors i pressionat el règim de Diệm a concedir reformes, per la qual cosa el govern va anunciar un toc de queda i va posar tot el personal armat de guàrdia nit i dia per tal d'«evitar la infiltració del VC». Es va evitar un enfrontament gràcies al fet que Thích Trí Quảng va persuadir a la població de deposar les seves banderes i consignes i obeir el toc de queda a les nou del vespre. L'endemà, la tensió va incrementar novament quan una multitud que ratllava els sis mil budistes va assistir a la pagoda Từ Đàm pels funerals i una sèrie de reunions. Dang Sy hi era present amb tropes de l'exèrcit i policia armada. A l'esdeveniment hi van prevaldre les consignes i discursos que demandaven igualtat religiosa i emanaven sentiments antigovernamentals. Thích Quảng Đức va fer una crida als budistes per usar la lluita sense armes i seguir els principis de Gandhi amb les següents paraules: «no carregueu armes: estigueu preparats per morir […] seguiu les polítiques de Gandhi». Després que Dang Sy repetís les crides de compensació budistes i expressés el seu pesar per les víctimes, la reunió es va dissoldre sense violència.

## Demandes budistes per la igualtat
El 10 de maig, Thích Quảng Đức va proclamar un «Manifest dels monjos» que constava de cinc punts, en el qual hi demanava llibertat per hissar la bandera budista, igualtat religiosa entre budistes i catòlics, compensació per a les famílies de les víctimes, posar fi als arrests arbitraris i un càstig per als oficials responsables.

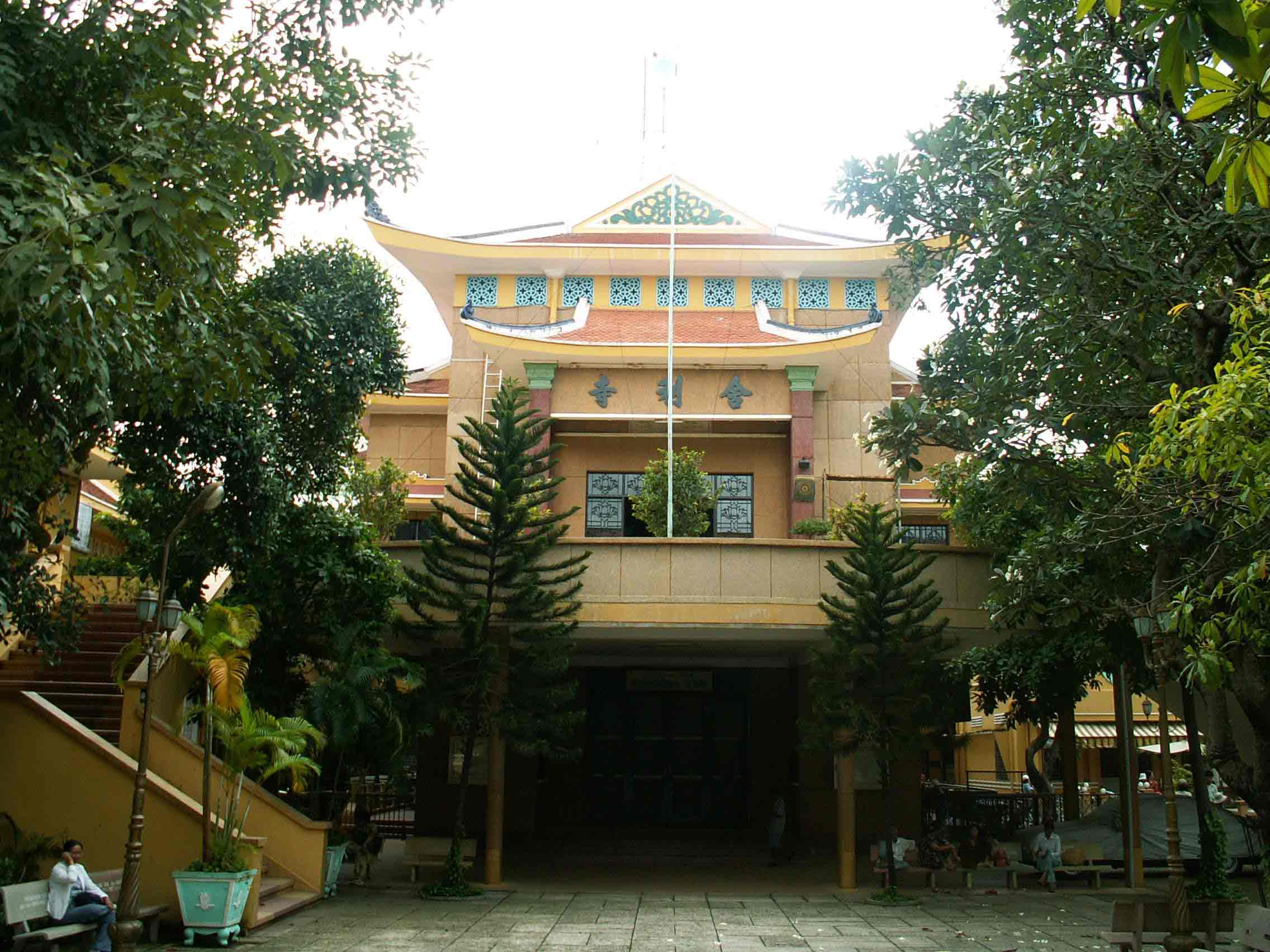
La pagoda Xá Lợi, construïda a la fi de 1950, va ser el centre de l'activisme budista.

El 13 de maig, un comitè de monjos budistes va formalitzar la seva sol·licitud a Diệm perquè atengués les cinc demandes. Encara que els signants havien formulat la declaració com a «peticions» tenien esperances que el govern les complís. El 15 de maig, una delegació de sis monjos i dos laics es van reunir amb Diệm per presentar-li el document; després de la reunió, els monjos van concedir una conferència de premsa a la pagoda Xá Lợi, la pagoda més important de la Ciutat Ho Chi Minh. Va ser el primer de molts intents de donar a conèixer la seva causa a la premsa estrangera. Diệm va accedir a reunir-se amb una delegació budista, però la tensió va augmentar encara més després que els tractes amb condescendència. Inicialment Diệm es va negar a pagar compensacions perquè creia que es tractaria d'un senyal de debilitat. Sostenia que no hi havia discriminació al Vietnam del Sud i afirmà que totes les religions havien estat tractades amb igualtat respecte al tema de les banderes. Pel que fa a la classificació del budisme com una «associació» (segons el Decret núm. 10), Diệm va al·legar que va ser una errada administrativa que seria esmenada (encara que no va adoptar cap mesura durant els seus últims sis mesos en el càrrec); a més, Diệm va titllar als budistes de «maleïts ximples» per demandar una cosa de la qual, segons ell, ja en gaudien. La nota de premsa del govern que detallava la reunió també va utilitzar l'expressió «maleïts ximples».
Mentre les protestes continuaven, l'ambaixador estatunidenc Frederick Nolting va aconseguir el 18 de maig algunes concessions de Diệm, després de llargues negociacions. El cap del govern va acordar un modest paquet de compensacions de set mil dòlars estatunidencs per a les famílies de les víctimes com a gest de reconciliació. Així mateix, va accedir a destituir Xi i els qui fossin responsables dels tirotejos de Huế. Tanmateix, la raó declarada públicament que justificava aquesta mesura va ser que els oficials havien fracassat en la seva tasca mantenir l'ordre, i no pas que havien estat responsables de les morts dels protestants. Malgrat aquestes concessions, Diệm va mantenir que el seu govern no va ser responsable dels assassinats i va continuar acusant el Việt Cộng, la qual cosa va ser suficient per satisfer l'ambaixador Nolting, que immediatament va marxar de vacances. La seva absència va permetre que la resta del personal diplomàtic dels Estats Units, dirigida per Wiliam Trueheart –substitut de Nolting– tirés per terra la seva política d'apaivagament.

## Judici
Després de la caiguda del règim de Diệm en un cop l'1 de novembre de 1963, Dang Sy es va enfrontar a un judici celebrat sota el govern liderat per Nguyễn Khánh. Algunes de les acusacions consistien en què els homes de Dang Sy havien disparat contra la multitud i aixafat les víctimes amb tancs blindats, o que les granades havien estat llançades sota les seves ordres i havien causat les morts. Dang Sy va revelar posteriorment que l'arquebisbe Thục li havia ordenat personalment disparar contra els budistes, però es va negar a testificar contra el mateix Thục, qui llavors estava vivint en l'exili a Roma. Dang Sy va ser condemnat a cadena perpètua i se li va ordenar que compensés a les famílies de les víctimes. El seu advocat va al·legar que el tribunal no havia estat capaç d'establir la naturalesa i font de les explosions letals. El ministre de Defensa, el general catòlic Trần Thiện Khiêm –general catòlic que havia ajudat Nguyễn Khánh en el seu cop de gener de 1964– va sostenir més tard que Khánh havia preparat el judici per obtenir el suport de Thích Quảng Đức, i va alliberar Sy de la presó; va emigrar als Estats Units. El diari catòlic amb base a Saigon Hoa Binh va publicar el 1970 un article que afirmava que agents de la CIA van usar un nou explosiu secret per fomentar problemes pel règim de Diệm, que tenia unes deteriorades relacions amb els Estats Units.